# Jerzy Adamski (krytyk)

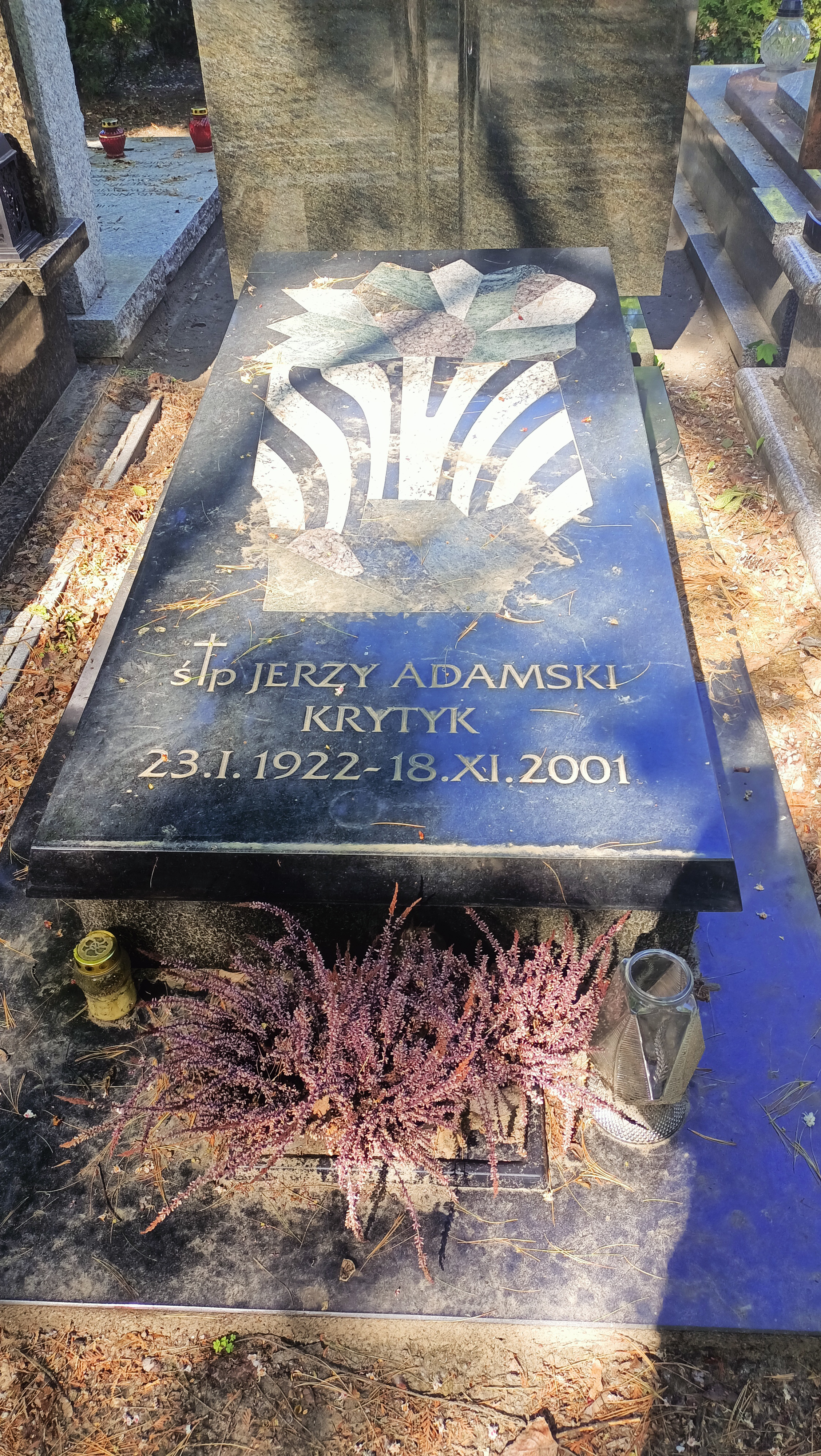
Grób krytyka literackiego Jerzego Adamskiego na cmentarzu wojskowym na Powązkach

Jerzy Adamski (ur. 23 stycznia 1922 w Gdańsku, zm. 18 listopada 2001 w Warszawie) – polski krytyk literacki i teatralny, także tłumacz literatury włoskiej i francuskiej, eseista, pisarz, pedagog oraz pracownik naukowy, doktor filologii romańskiej, wykładowca. Członek Klubu Krytyki Teatralnej. Recenzent m.in. „Kultury” i „Expressu Wieczornego”.

## Rys biograficzny
Przed wojną był harcerzem 17 Warszawskiej Drużyny Harcerskiej na warszawskiej Pradze. W czasie wojny był sekcyjnym w praskich Grupach Szturmowych Szarych Szeregów. Działał jako żołnierz Armii Krajowej. Brał udział w powstaniu warszawskim, był dowódcą 111 plutonu w Zgrupowaniu „Krybar”. Następnie trafił do niewoli w stalagu. 
W 1941 zdał maturę, w 1949 ukończył studia na Uniwersytecie Warszawskim, gdzie uzyskał tytuł magistra filologii romańskiej. Następnie prowadził działalność pedagogiczną – na Uniwersytetach Wrocławskim i Warszawskim oraz w Państwowej Wyższej Szkole Teatralnej w Łodzi. Później, w latach 1961–1989, był wykładowcą w Państwowej Wyższej Szkole Teatralnej w Warszawie, a w latach 1966–1970 – prorektorem tej uczelni. 
W okresie PRL był członkiem PZPR. W latach 1984–1989 był zatrudniony jako samodzielny pracownik naukowy w Akademii Nauk Społecznych przy KC PZPR.
Krytyką literacką zajął się w roku 1946 na łamach prasy literackiej. W roku 1952 został członkiem zespołu redakcyjnego tygodnika „Przegląd Kulturalny”, na stanowisku tym pracował do 1961. Udzielał się też jako krytyk teatralny w rozmaitych gazetach i czasopismach. Wykładał w Państwowej Wyższej Szkole Teatralnej w Warszawie. 
W 1962 uzyskał stopień doktora nauk humanistycznych. 
Odbył też studia za granicą (Rzym, Londyn, Paryż).
Współpracował też z wieloma polskimi teatrami jako tłumacz, autor adaptacji oraz konsultant dramaturgiczny. Brał udział w przygotowywaniu inscenizacji m.in.: Adama Hanuszkiewicza, Romana Kłosowskiego, Jerzego Rakowieckiego, Olgi Koszutskiej, Augusta Kowalczyka, Stefanii Domańskiej, Mieczysława Górkiewicza. W 1988 wystąpił w spektaklu Teatru Telewizji Samobójca w reżyserii Kazimierza Kutza.
Pochowany na cmentarzu Powązki Wojskowe w Warszawie (kwatera A3 tuje-2-6).

## Publikacje

### Zbiory szkiców i esejów
- Dramat i scena francuska wieku Oświecenia (Zarys historii teatru starożytnego i zachodnio-europejskiego, z. 9 – Państwowy Instytut Sztuki, 1953)[2]
- Świat wolteriański (Szkice literackie – Spółdzielnia Wydawnicza Czytelnik, 1957)[1]
- Poszukiwanie ideału kultury (Szkice – Wydawnictwo Literackie, 1964)[1]
- Modele miłości i wzory człowieczeństwa. Szkice z literatury włoskiej (1974)
- Teatr z bliska – pamiętnik teatralny z lat 1971–1981 (1981)
- Dno oka (1984)
- Obrona teatru dramatycznego (1986)
- Amen (1989)
- Katastrofa kultury (1989)
- Samopoczucie kulturalne Polaków (1990)
- Szkice wytworne, czyli Tematy konwersacji salonowej (1990)
- Inteligencja bez maski: paradoksy inteligenckiej mentalności (1997)
- Świat jako niespełnienie albo Samobójstwo Don Juana (2000)

### Inne
- podręcznik Historia literatury francuskiej. Zarys (Zakład Narodowy im. Ossolińskich, 1966)[2][1]
- powieść Uciekinier (pośm., 2002)

## Nagrody i odznaczenia
- 1972 – nagroda Komitetu ds. PRiTV za wybitnie interesujące audycje radiowe z cyklu Lektury, lektury (nagroda otrzymana wraz z Jerzym Pytlakowskim)
- 1980 – nagroda przewodniczącego Komitetu ds. Radia i Telewizji
- 1984 - Nagroda „Trybuny Ludu”[6]
- 1996 – odznaka „Zasłużony Działacz Kultury”
- 1997 – Krzyż Komandorski z Gwiazdą Orderu Odrodzenia Polski[7]